# Никольское сельское поселение (Торжокский район)
Ни́кольское се́льское поселе́ние — упразднённое муниципальное образование в составе Торжокского района Тверской области. На территории поселения находилось 16 населённых пунктов.
Центр поселения — село Никольское.
Образовано в 2005 году, включило в себя территорию Никольского сельского округа.
Законом Тверской области от 17 апреля 2017 года № 23-ЗО были преобразованы, путём их объединения, муниципальные образования Яконовское, Никольское и Осташковское сельские поселения в Яконовское сельское поселение.

## Географические данные
- Общая площадь: 106,3 км²
- Нахождение: северо-западная часть Торжокского района
  - Граничит:
    - на севере — с Яконовским СП
    - на востоке — с Большесвятцовским СП
    - на юге — с Борисцевским СП и Масловским СП
    - на западе — с Рудниковским СП.

Поселение пересекает река Осуга.

## Экономика
СПК им.1 Мая.

## Население
По переписи 2002 года — 536 человек, на 01.01.2008 — 553 человек.
Национальный состав: русские.

## Населённые пункты
На территории поселения находятся следующие населённые пункты:

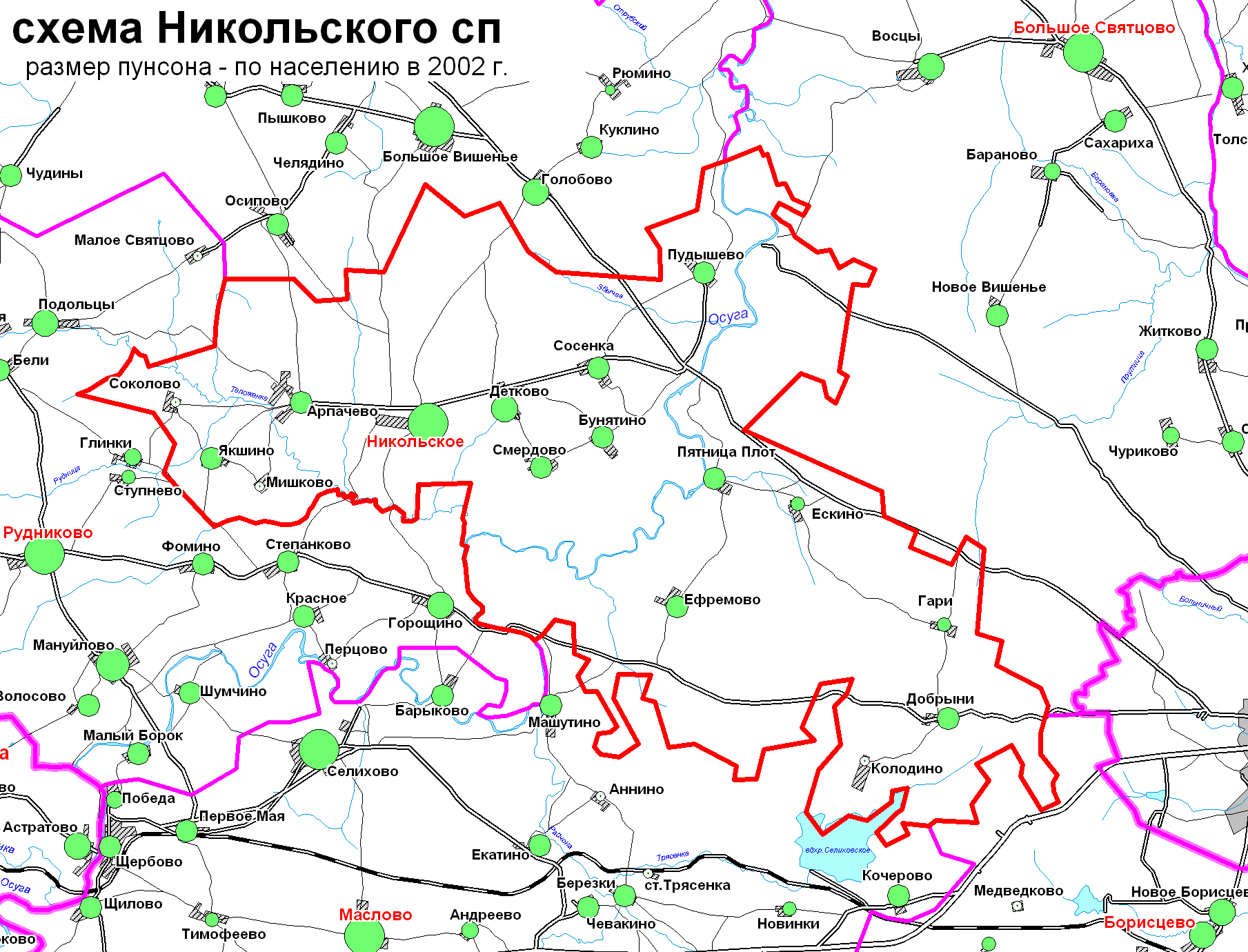
Схема Никольского сп

| Тип  | Название     | Население | Население | Население |
| Тип  | Название     | 1996      | 2002      | 2008      |
| ---- | ------------ | --------- | --------- | --------- |
| село | Никольское   | 244       | 220       | 238       |
| дер. | Арпачёво     | 55        | 47        | 56        |
| дер. | Бунятино     | 19        | 29        | 22        |
| дер. | Гари         | 5         | 2         | 4         |
| дер. | Детково      | 80        | 65        | 77        |
| дер. | Добрыни      | 56        | 39        | 41        |
| дер. | Ескино       | 8         | 5         | 5         |
| дер. | Ефремово     | 17        | 18        | 9         |
| дер. | Колодино     | 0         | 0         | 0         |
| дер. | Мишково      | 3         | 0         | 0         |
| дер. | Пудышево     | 19        | 20        | 17        |
| село | Пятница Плот | 14        | 16        | 17        |
| дер. | Смердово     | 10        | 14        | 10        |
| дер. | Соколово     | 0         | 0         | 0         |
| дер. | Сосенка      | 45        | 44        | 43        |
| дер. | Якшино       | 21        | 17        | 14        |

## История
В XI—XIV вв. территория поселения относилась к Новгородской земле и составляла часть «городовой волости» города Торжка (Нового Торга).
В XV веке присоединена к Русскому государству.
- После реформ Петра I территория поселения входила:
  - в 1708—1727 гг. в Санкт-Петербургскую (Ингерманляндскую 1708—1710 гг.) губернию, Тверскую провинцию,
  - в 1727—1775 гг. в Новгородскую губернию, Тверскую провинцию,
  - в 1775—1796 гг. в Тверское наместничество, Новоторжский уезд,
  - в 1796—1929 гг. в Тверскую губернию, Новоторжский уезд,
  - в 1929—1935 гг. в Московскую область, Новоторжский район,
  - в 1935—1963 гг. в Калининскую область, Новоторжский район,
  - в 1963—1990 гг. в Калининскую область, Торжокский район,
  - с 1990 в Тверскую область, Торжокский район.

В середине XIX-начале XX века деревни поселения относились к Никольской волости Новоторжского уезда.

## Известные люди
В Черенчицах (Никольском), в своём родовом имении, родился, жил, работал и умер известный русский архитектор Николай Александрович Львов (1753—1804).